# 近江守久道
近江守久道（おうみのかみひさみち）は江戸時代延宝頃の山城国の刀工。堀六郎兵衛と称する。新刀上作にして良業物。京五鍛冶の一人。
「近江大掾源久道」「近江守源久道」「近江守久道」などと切り、菊紋あるいは枝菊紋を切り添える。

## 概要
寛永三年江州野州郡野村の堀勘左衛門の弟として生まれ、京にのぼり来金道家の二代目である越後守来金道の門人となり、三品姓を許されて久道と銘す。
はじめ近江大掾を受領、のちに近江守に転ずる。正徳元年、八十五歳にて没する。寛文五年より元禄の末年頃までの作刀を見る。元禄になると嫡子の久次（二代久道）との合作を見る。
三品派の「伊賀守金道」、「来金道」、「丹波守吉道」、「越中守正俊」ら四兄弟に「近江守久道」を加えて京五鍛冶と称され、埋忠派、堀川派と並び江戸時代を通じて栄えた。

## 作風
作風は師の金道に似るが、互の目の肩が角張ったり、矢筈がかるものがあり、互の目と互の目の間隔が離れて谷が短い直刃になった箇所がある。
また、のたれごころがあって砂流し交じり濤乱風で飛焼のあるものも見る。沸深く匂い口明るい。三品鋩子。